# Alexandrijskaja (Stawropol)
Alexandrijskaja (russisch Александри́йская) ist eine Staniza in der Region Stawropol in Russland mit 11.761 Einwohnern (Stand 14. Oktober 2010).

## Geographie
Der Ort liegt in der Steppe am Nordrand des Großen Kaukasus knapp 150 km Luftlinie südöstlich des Regionsverwaltungszentrums Stawropol, am linken Ufer der Kuma.
Alexandrijskaja gehört zum Rajon Georgijewski und befindet sich knapp 15 km nordwestlich von dessen Verwaltungszentrum Georgijewsk. Die Staniza ist Sitz der Landgemeinde (selskoje posselenije) Alexandrijski selsowet, zu der außerdem die Siedlung Terski (4 km südlich) und der Weiler Chutor imeni Kirowa (6 km westlich) gehören.

## Geschichte
Der Ort entstand 1784 als Kosakenlager zwischen den wenige Jahre zuvor an der damaligen Südgrenze gegründeten Festungen Georgijewskaja und Alexandrowskaja. Die ersten Bewohner wurden aus dem Gouvernement Saratow umgesiedelt. Der Ortsname bezieht sich auf Alexander Newski.
1831 erhielt Alexandrijskaja den Status einer Staniza. Von 1935 bis 1953 war es Verwaltungssitz des Alexandrijsko-Obilnenski rajon.

### Bevölkerungsentwicklung
| Jahr | Einwohner |
| ---- | --------- |
| 1939 | 6.759     |
| 1959 | 6.784     |
| 1979 | 6.345     |
| 1989 | 7.201     |
| 2002 | 10.098    |
| 2010 | 11.761    |

Anmerkung: Volkszählungsdaten

## Verkehr
Alexandrijskaja liegt an der Regionalstraße Mineralnyje Wody – Georgijewsk – Nowopawlowsk (Teil der früheren R262). Am jenseitigen, rechten Kumaufer verläuft die 1875 eröffnete und auf diesem Abschnitt seit 1963 elektrifizierte Eisenbahnstrecke Rostow am Don – Wladikawkas/– Machatschkala – Baku. Dort befindet sich bei Streckenkilometer 1858 (ab Moskau) der Bahnhof Winogradnaja.